# Boot Configuration Data
Boot Configuration Data (BCD) es una base de datos independiente del firmware para la configuración del proceso de arranque en sistemas operativos Windows de Microsoft.

## Características
Hasta Windows XP, el arranque del sistema se realizaba a través del archivo de texto boot.ini, que se hallaba almacenado en el directorio raíz del volumen del sistema y era usado por NTLDR. A partir de Windows Vista el archivo boot.ini desapareció para ser reemplazado por Boot Configuration Data, usado por el nuevo 
Windows Boot Manager de Microsoft.
Este nuevo sistema de arranque tiene una mayor versatilidad, permitiendo el arranque en sistemas no gestionados mediante BIOS. 
Se almacena en un archivo de datos, formateado de la misma manera que Windows registry. Los archivos del BCD, a diferencia de su antecesor, son guardados dentro de la carpeta boot, en el directorio raíz, y además, son cifrados de forma que no puedan ser editados manualmente o mediante un editor de texto. Para configurar las opciones de arranque, el usuario deberá contar con los privilegios del Administrador, y accedería a hacerlo mediante el comando bcdedit en el Símbolo del Sistema (CMD).
En el caso de máquinas que utilizan firmware compatible con IBM PC, BCD utiliza el archivo bcd.log, ubicado en el directorio \Boot\Bcd del volumen del sistema. Para la gestión de este archivo se deberá utilizar el programa bcdedit, que llevará a cabo las tareas que antes se realizaban mediante la edición del archivo boot.ini.
Se puede gestionar el administrador de arranque de Windows accediendo a Panel de control, Sistema, Configuración avanzada del sistema, Opciones avanzadas y seleccionando Configuración en el apartado Inicio y recuperación. En Sistema operativo predeterminado se podrá optar por el sistema operativo que se desea arranque por defecto (en el caso de que el sistema sea multiarranque y disponga de varios sistemas instalados) y el tiempo predeterminado antes del arranque, que se mostrará junto al listado de los sistemas operativos instalados en el equipo en la pantalla de inicio.
En el caso de máquinas con firmware Extensible Firmware interface, BCD se encuentra localizado en EFI System Partition.
Boot Configuration Data también puede ser modificado a través de la herramienta de línea de comandos bcdedit.exe, usando Windows Management Instrumentation o con herramientas como EasyBCD.
Boot Configuration Data contiene el menú Windows Boot Manager, tal y como boot.ini presentaba el menú del archivo NTLDR.
Este menú puede incluir:
- Opciones para arrancar Windows Vista mediante winload.exe.
- Opciones para resumir Windows Vista desde una situación de suspensión o hibernación del sistema mediante winresume.exe'.
- Opciones para arrancar una versión previa de Windows correspondiente a la familia Windows NT, mediante el archivo  NTLDR.
- Opciones para cargar y ejecutar el volumen Boot Record.